# Musique calédonienne
La musique calédonienne fait partie de la culture de la Nouvelle-Calédonie. Elle est souvent un mélange de culture kanak, française, mais plus récemment elle subit l'influence anglo-saxonne, par la proximité de l'Australie.

## Musique traditionnelle

### ChantTaperas
Ou tempérances, chant hérité des missionnaires anglicans exécuté a cappella ou en chœur mixte polyphonique, souvent à quatre voix, accompagné parfois de percussions.
https://flat.io/score/679b2d7a0b48bf7e0cfa42ef-taperas-hetre-eweke-nikodemo

### Chantae-ae
Chant viril exécuté par deux hommes, ensemble, en tuilage ou en alternance. Ils sont accompagnés de percussionnistes qui battent des pillons de bambou à terre ou des battoirs en écorce. 
Le cada est une variété rapide de ce chant.

### Chantayoii
Chant lent entre deux chanteurs de la région d'Hienghene.

### Chants polyphoniques
Il existe plusieurs types de chant des jeunes des Îles Loyauté, les waueng (Maré), les wejein (Lifou), les seloo (Ouvéa)ainsi que l'Anethem, créés en réaction aux chants religieux, tapéras, doh ou cantiques, aux textes plus moralisateurs et aux rythmes plus polyphoniques.
Les chants Seloo ainsi qu'Anethem sont inscrits à l'inventaire du patrimoine culturel immatériel en France en 2021.

## Instruments
Parmi les instruments traditionnels :
- le bambou,
- la feuille de papayer,
- la flûte, de bambou ou de roseau,
- la guimbarde (wadohnu en nengone).

## Musique moderne
Une des formes est le kaneka. Mais les autres styles musicaux sont aussi représentés. La scène locale rock, pop, funk et blues portée par les associations locales Rock Connection, Blackwoodstock, Abrakadobra (Les Nuits du Blues) est active depuis de nombreuses années.

### Kaneka
- Les mains noires
- Cada
- Gurejele
- Edou

### Rap
- Kydam
- Ybal Khan
- DJSE
- Nasty et Réza

### Slam
- Paul Wamo
- Laurent Ottogalli
- Erwan Botrel
- Lyncey Sioremu
- Mickaël Prechale Sanchez
- Boukman Thonon,
- Anthony Mira
- Ludovic Simane Wenethem
- Thierry InT.rimes Hoang
- Fanny Battaglino
- Israëla Sanchez

### Reggae
- Flamengo
- I and I
- Marcus Gad

### Rock & Pop
- Loremx
- Botox nc
- Darling and co
- King Biscuit Time
- Speed Boris
- Full Bordel
- Zool
- Patrice Prudent
- Sébastien Rob
- Karl Baudoin